# Wereldbeker BMX 2018
De wereldbeker BMX 2018 begon op 31 maart in het Franse Saint-Quentin-en-Yvelines en eindigde op 30 september in het Argentijnse Santiago del Estero. De eindzege ging bij zowel de mannen als bij de vrouwen naar een Nederlander, te weten Niek Kimmann en Laura Smulders.

## Mannen

### Uitslagen
| Datum             | Plaats                    | Eerste         | Tweede         | Derde             |
| ----------------- | ------------------------- | -------------- | -------------- | ----------------- |
| 31 maart 2018     | Saint-Quentin-en-Yvelines | Niek Kimmann   | Romain Mahieu  | Joris Daudet      |
| 1 april 2018      | Saint-Quentin-en-Yvelines | Joris Daudet   | Romain Mahieu  | Niek Kimmann      |
| 5 mei 2018        | Papendal                  | Niek Kimmann   | Joris Daudet   | Sylvain André     |
| 6 mei 2018        | Papendal                  | Sylvain André  | Twan van Gendt | Dave van der Burg |
| 12 mei 2018       | Heusden-Zolder            | Niek Kimmann   | Sylvain André  | Dave van der Burg |
| 13 mei 2018       | Heusden-Zolder            | Niek Kimmann   | Joris Daudet   | Anthony Dean      |
| 29 september 2018 | Santiago del Estero       | Corben Sharrah | Gonzalo Molina | Jared Garcia      |
| 30 september 2018 | Santiago del Estero       | Joris Daudet   | Gonzalo Molina | Anthony Dean      |

### Eindstand
| #  | Atleet               | Land | Punten |
| -- | -------------------- | ---- | ------ |
| 1  | Niek Kimmann         | NED  | 975    |
| 2  | Joris Daudet         | FRA  | 900    |
| 3  | Sylvain André        | FRA  | 815    |
| 4  | Romain Mahieu        | FRA  | 570    |
| 5  | Twan van Gendt       | NED  | 493    |
| 6  | David Graf           | SUI  | 485    |
| 7  | Corben Sharrah       | USA  | 470    |
| 8  | Anthony Dean         | NZL  | 445    |
| 9  | Gonzalo Molina       | ARG  | 440    |
| 10 | Mathis Ragot-Richard | FRA  | 425    |

## Vrouwen

### Uitslagen
| Datum             | Plaats                    | Eerste           | Tweede           | Derde                |
| ----------------- | ------------------------- | ---------------- | ---------------- | -------------------- |
| 31 maart 2018     | Saint-Quentin-en-Yvelines | Laura Smulders   | Natalia Afremova | Saya Sakakibara      |
| 1 april 2018      | Saint-Quentin-en-Yvelines | Laura Smulders   | Saya Sakakibara  | Elke Vanhoof         |
| 5 mei 2018        | Papendal                  | Laura Smulders   | Alise Willoughby | Yaroslava Bondarenko |
| 6 mei 2018        | Papendal                  | Alise Willoughby | Judy Baauw       | Saya Sakakibara      |
| 12 mei 2018       | Heusden-Zolder            | Bethany Shriever | Judy Baauw       | Laura Smulders       |
| 13 mei 2018       | Heusden-Zolder            | Laura Smulders   | Judy Baauw       | Natalia Afremova     |
| 29 september 2018 | Santiago del Estero       | Laura Smulders   | Alise Willoughby | Sarah Walker         |
| 30 september 2018 | Santiago del Estero       | Saya Sakakibara  | Alise Willoughby | Laura Smulders       |

### Eindstand
| #  | Atleet               | Land | Punten |
| -- | -------------------- | ---- | ------ |
| 1  | Laura Smulders       | NED  | 1080   |
| 2  | Saya Sakakibara      | AUS  | 785    |
| 3  | Judy Baauw           | NED  | 780    |
| 4  | Yaroslava Bondarenko | RUS  | 630    |
| 5  | Natalia Afremova     | RUS  | 565    |
| 6  | Alise Willoughby     | USA  | 540    |
| 7  | Manon Valentino      | FRA  | 530    |
| 8  | Drew Mechielsen      | CAN  | 450    |
| 9  | Bethany Shriever     | GBR  | 435    |
| 10 | Vineta Pētersone     | LAT  | 425    |

2003 ·
2004 ·
2005 ·
2006 ·
2007 ·
2008 ·
2009 ·
2010 ·
2011 ·
2012 ·
2013 ·
2014 ·
2015 ·
2016 ·
2017 ·
2018 ·
2019 ·
2020 ·
2021 ·
2022 ·
2023 ·
2024